# Hố ga vệ sinh

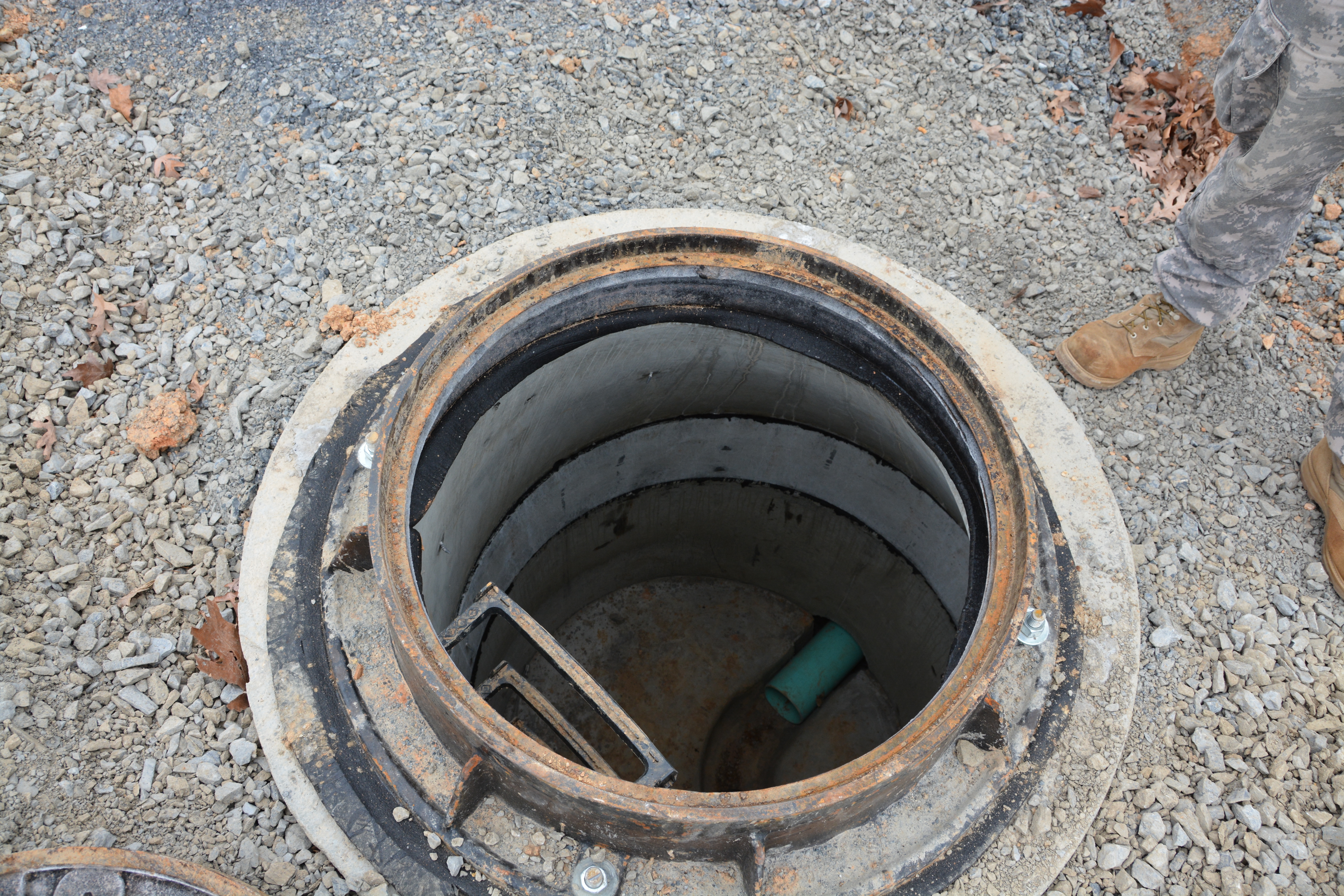
Một hố ga vệ sinh

Hố ga vệ sinh là một cái lỗ tròn, sâu dưới đất, được xây dựng bằng bê tông hoặc vật liệu khác. Hố ga thường có đường kính khoảng 0,5 - 1 mét, và được đặt cách mặt đất từ 0,5 - 1,5 mét. Nắp hố ga thường được làm bằng gang hoặc thép, có lỗ tròn ở giữa để người ta có thể xuống hố kiểm tra và sửa chữa hệ thống cống thoát nước.

## Vị trí
Hố ga vệ sinh là một bộ phận quan trọng trong hệ thống thoát nước thải, có nhiệm vụ giúp lắng đọng rác thải, bùn đất, giúp dòng nước chảy thuận lợi hơn. Vị trí xây dựng hố ga cần được cân nhắc kỹ lưỡng để đảm bảo hiệu quả hoạt động của hệ thống thoát nước thải.
Không có quy chuẩn chung về khoảng cách giữa các hố ga vệ sinh trên đường ống cống thẳng. Theo truyền thống, ở Hoa Kỳ, các hố ga thường được đặt ở mỗi giao lộ, cách nhau khoảng 300–400 feet (91–122 m). Tuy nhiên, một hướng dẫn hiện đại hơn đề xuất khoảng cách 400 feet (120 m) cho đường ống cống có đường kính nhỏ và 500 feet (150 m) cho đường ống cống chính có đường kính lớn. Khoảng cách hố ga vệ sinh ở Canada dao động từ 120 đến 150 mét, tùy đường kính đường ống. Khoảng cách tối đa giữa các cống ở Anh là 90 mét, ngoại trừ cống có đường kính lớn hơn chiều cao của con người, có thể có khoảng cách lên tới 200 mét. Ở Scotland, khoảng cách tối đa là 100 mét. ở Brazil là 120 mét, và ở Nam Phi là 150 mét.

## Xây dựng
Các hố ga vệ sinh truyền thống được xây bằng gạch, có đáy bằng bê tông hình tròn. Tường gạch được xây lên từ dưới đáy, càng lên cao thì càng nhỏ dần. Gần đỉnh, tường gạch giảm nhanh chóng tạo thành hình nón. Nắp hố ga có đường kính nhỏ hơn, khớp với hình nón. Một cái thang bằng sắt được xây trên tường để thuận tiện cho việc kiểm tra và bảo trì.
Hố ga có thể được xây dựng bằng nhiều vật liệu khác nhau, từ gạch và đá truyền thống đến bê tông đúc sẵn và nhựa hiện đại. Bê tông đúc sẵn là vật liệu phổ biến nhất hiện nay, nhưng gạch và khối bê tông vẫn được sử dụng trong một số trường hợp đặc biệt. Vào thế kỷ 19, hố ga ở Mỹ được xây dựng bằng gạch và vữa hoặc đá. Vào giữa thế kỷ 20, bê tông đúc sẵn đã được giới thiệu. Vào cuối thế kỷ 20, bê tông đúc tại chỗ đã được sử dụng. Các vật liệu mới hơn như HDPE, bê tông có phụ gia chống ăn mòn và nhựa được sử dụng. Hiện nay, bê tông đúc sẵn là vật liệu phổ biến nhất cho các hố ga mới. Khi thi công hố ga vệ sinh bằng bê tông đúc sẵn, các mối nối giữa các miếng bê tông đúc sẵn phải có gioăng đệm để đảm bảo độ kín nước và chống thấm. Gioăng đệm phải tuân thủ tiêu chuẩn ASTM C478.
Nắp hố ga vệ sinh là cái đậy trên cùng của hố ga, có khung và nắp đậy. Nắp đậy được thiết kế để chịu tải trọng của xe cộ và người đi bộ. Có loại nắp dành cho xe cộ và loại nắp dành cho người đi bộ.

## Phân loại theo chức năng

### Hố ga giao nhau
Hố ga giao nhau là nơi hai hoặc nhiều đường ống thoát nước gặp nhau. Nó đóng vai trò quan trọng trong việc đảm bảo dòng chảy thông suốt và tránh tình trạng tràn nước.

### Hố ga thả
Nước thải là một hỗn hợp gồm chất lỏng và chất rắn. Khi dòng nước thải từ một đường ống cao hơn đổ xuống hố ga, một số chất rắn có thể không trôi xuống rãnh của hố ga và đường ống ra. Điều này có thể gây hư hỏng cho hố ga. Do đó, chênh lệch độ cao giữa các đường ống đầu vào và đường ống ra không nên quá lớn, thường được khuyến nghị là dưới 60 cm (24 inch).
Hố ga xoáy là một thiết bị thu gom nước thải có cấu tạo đặc biệt. Dòng nước từ cao chảy xuống hố ga sẽ đi vào một trục thẳng đứng có cấu trúc xoắn ốc. Dòng nước sẽ xoáy tròn theo cấu trúc xoắn ốc này và chảy xuống đáy hố ga. Trong quá trình chảy xuống, dòng nước sẽ bám vào thành ngoài của cấu trúc xoắn ốc. Sự ma sát giữa dòng nước và thành hố ga sẽ khiến năng lượng của dòng nước bị tiêu tan, dẫn đến tốc độ dòng nước được kiểm soát.

### Hố ga có lối vào bên
Hố ga lối vào bên là một loại hố ga được sử dụng để thu gom nước thải từ đường ống thoát nước. Hố ga này có đặc điểm là có một đường hầm nối với đường ống thoát nước theo phương ngang. Đường hầm này cho phép công nhân vệ sinh tiếp cận đường ống thoát nước để thực hiện các công việc bảo trì, sửa chữa.

### Hố ga nạo vét
Đối với những hệ thống cống lớn hơn cần được nạo vét thường xuyên bằng dụng cụ chuyên dụng, việc tiếp cận cống phải được thực hiện thông qua các hố ga có cửa mở lớn hơn để cho phép hạ thiết bị nạo vét xuống. Kích thước cửa của các hố ga nạo vét thường nằm trong khoảng từ 90 đến 120 cm. Một giải pháp thay thế việc con người xuống hố ga nạo vét để loại bỏ tắc nghẽn cống là sử dụng xe hút chân không và máy phun nước áp lực cao. Các thiết bị này có thể được vận hành từ mặt đất thông qua các hố ga có kích thước bình thường.

### Hố ga xả
Ở đầu của một hệ thống cống, có thể có lưu lượng nước nhỏ không đủ để di chuyển các chất rắn trong nước thải xuống cống. Do đó, có thể cần thêm dòng chảy để xả sạch các cặn bã này. Điều này có thể được thực hiện bằng cách đặt một hố ga xả ở đầu cống.
Hố ga xả được sử dụng để chứa nước có thể được xả ra để cuốn trôi các chất rắn trong cống. Một thiết kế đơn giản là một hố ga cho phép nhân viên vệ sinh mở và đóng van từ mặt đất để thực hiện các hoạt động nạp nước và xả. Nguồn nước cho hố ga xả có thể đến từ nước sạch, nước thủy triều hoặc nước từ bể lắng của nhà máy xử lý nước thải.

## Bảo trì và sự cố

### Thấm và chảy vào
Thấm và chảy vào (I&I) là hiện tượng nước không phải nước thải đi vào hệ thống thoát nước. Thấm là khi nước ngầm rò rỉ vào cống qua các đường ống, khớp nối và hố ga bị hỏng. Chảy vào là khi nước mưa hoặc nước bề mặt khác chảy trực tiếp vào hệ thống thoát nước qua các lỗ thông hơi và nắp hố ga.
Kiểm tra cống và hố ga thường xuyên là biện pháp phòng ngừa hiệu quả nhất để giảm thiểu thấm và chảy vào. Việc kiểm tra này giúp phát hiện và sửa chữa kịp thời các hư hỏng, ngăn ngừa nước ngầm và nước mưa rò rỉ vào hệ thống thoát nước.
Khi trời mưa to, nước có thể chảy vào hệ thống cống thoát nước, khiến cống bị quá tải và tràn. Máy bơm có thể được sử dụng để hút nước ra khỏi cống, nhưng nước này cần được chứa và vận chuyển đến nhà máy xử lý nước thải để tránh ô nhiễm môi trường.

### Tràn cống thoát nước vệ sinh
Tràn cống vệ sinh là hiện tượng nước thải chảy ra môi trường từ hệ thống cống thoát nước. Hố ga là nơi thường xảy ra tràn cống vệ sinh. Nguyên nhân gây tràn có thể là do nước chảy vào quá nhiều hoặc cống bị tắc.
Khi cống bị tắc, cần kiểm tra hố ga. Tắc nghẽn thường xảy ra giữa hố ga có nước tràn và hố ga tiếp theo phía hạ lưu. Bẫy cát được đặt tại cửa ra của hố ga phía hạ lưu để giữ lại mảnh vỡ trong quá trình thông tắc nghẽn. Máy phun nước hoặc máy thông cống điện được sử dụng để thông tắc nghẽn.